# جان کارنی
جان کارنی (به انگلیسی: John Carney) نمایندهٔ حوزه انتخابیه کلی دلاویر از حزب دموکرات ایالات متحده آمریکا در مجلس نمایندگان ایالات متحده آمریکا است که برای نخستین‌بار در ۱۰ ژانویه ۲۰۱۱ میلادی به‌عضویت این مجلس درآمد.